# Ichneumon perturbator
Ichneumon perturbator är en stekelart som beskrevs av Pierre André Latreille 1802. Ichneumon perturbator ingår i släktet Ichneumon och familjen brokparasitsteklar. Inga underarter finns listade i Catalogue of Life.